# (4503) Cléobule
(4503) Cléobule, désignation internationale (4503) Cleobulus, est un astéroïde Amor découvert le 28 novembre 1989 par l'astronome Carolyn S. Shoemaker.

## Historique
Le lieu de découverte, par l'astronome Carolyn S. Shoemaker, est Palomar (675).
Sa désignation provisoire, lors de sa découverte le 28 novembre 1989, était 1989 WM. Il est nommé d'après le personnage historique de la Grèce antique Cléobule.

## Caractéristiques
Sa distance minimale d'intersection de l'orbite terrestre est de 0,310 423 ua.